# 罗克莫尔 (塔恩省)
罗克莫尔（法語：Roquemaure，法語發音：[ʁɔkmɔʁ]）是法国奧克西塔尼大區塔恩省的一个市镇，属于阿尔比区。

## 地理
罗克莫尔（43°48'48"N, 1°37'25"E）面积15.77 平方千米，位于法国奧克西塔尼大區塔恩省，该省份为法国南部内陆省份，北起顺时针与阿韦龙省、埃罗省、奥德省、上加龙省和塔恩-加龙省接壤。
与罗克莫尔接壤的市镇（或旧市镇、城区）包括：贝西耶尔、塔恩河畔比泽、塔恩河畔米尔普瓦、格拉扎克、梅藏、蒙瓦朗。
罗克莫尔的时区为UTC+01:00、UTC+02:00（夏令时）。

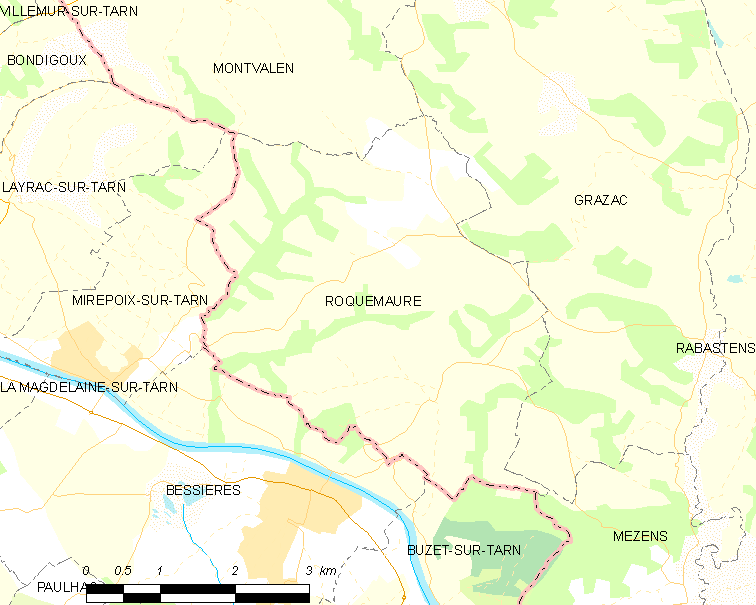
罗克莫尔的OSM定位图

## 行政
罗克莫尔的邮政编码为81800，INSEE市镇编码为81228。

## 政治
罗克莫尔所属的省级选区为葡萄园与城堡庄园县。

## 人口

1962-2008年间罗克莫尔人口变化图示

罗克莫尔于2022年1月1日时的人口数量为468人。